# 40. ceremonia wręczenia nagród Brytyjskiej Akademii Filmowej
40. ceremonia rozdania nagród Brytyjskiej Akademii Sztuk Filmowych i Telewizyjnych.
 Najwięcej statuetek (5) otrzymał film Pokój z widokiem.

## Nominacje
Laureaci oznaczeni są wytłuszczeniem

### Najlepszy film
- Ismail Merchant, James Ivory – Pokój z widokiem
- Robert Greenhut, Woody Allen – Hannah i jej siostry
- Fernando Ghia, David Puttnam, Roland Joffé – Misja
- Stephen Woolley, Patrick Cassavetti, Neil Jordan – Mona Lisa

### Najlepszy film zagraniczny
- Serge Silberman, Masato Hara, Akira Kurosawa – Ran
- Jean-Jacques Beineix – Betty Blue
- Alberto Grimaldi, Federico Fellini – Ginger i Fred
- Menahem Golan, Joram Globus, Franco Zeffirelli – Otello

### Najlepszy aktor
- Bob Hoskins − Mona Lisa
- Woody Allen − Hannah i jej siostry
- Michael Caine − Hannah i jej siostry
- Paul Hogan − Krokodyl Dundee

### Najlepsza aktorka
- Maggie Smith − Pokój z widokiem
- Mia Farrow − Hannah i jej siostry
- Meryl Streep − Pożegnanie z Afryką
- Cathy Tyson − Mona Lisa

### Najlepszy aktor drugoplanowy
- Ray McAnally − Misja
- Klaus Maria Brandauer − Pożegnanie z Afryką
- Simon Callow − Pokój z widokiem
- Denholm Elliott − Pokój z widokiem

### Najlepsza aktorka drugoplanowa
- Judi Dench − Pokój z widokiem
- Rosanna Arquette − Po godzinach
- Barbara Hershey − Hannah i jej siostry
- Rosemary Leach − Pokój z widokiem

### Najlepsza reżyseria
- Woody Allen − Hannah i jej siostry
- James Ivory − Pokój z widokiem
- Roland Joffé − Misja
- Neil Jordan − Mona Lisa

### Najlepszy scenariusz oryginalny
- Woody Allen − Hannah i jej siostry
- Paul Hogan, Ken Shadie, John Cornell − Krokodyl Dundee
- Robert Bolt − Misja
- Neil Jordan − Mona Lisa

### Najlepszy scenariusz adaptowany
- Kurt Luedtke − Pożegnanie z Afryką
- Hesper Anderson, Mark Medoff − Dzieci gorszego boga
- Menno Meyjes − Kolor purpury
- Ruth Prawer Jhabvala − Pokój z widokiem
- Akira Kurosawa, Hideo Oguni, Masato Ide − Ran

### Najlepsze zdjęcia
- David Watkin − Pożegnanie z Afryką
- Chris Menges − Misja
- Tony Pierce-Roberts − Pokój z widokiem
- Takao Saitô, Masaharu Ueda − Ran

### Najlepsze kostiumy
- Jenny Beavan, John Bright − Pokój z widokiem
- Enrico Sabbatini − Misja
- Milena Canonero − Pożegnanie z Afryką
- Emi Wada − Ran

### Najlepszy dźwięk
- Tom McCarthy Jr., Peter Handford, Chris Jenkins − Pożegnanie z Afryką
- Ian Fuller, Bill Rowe, Clive Winter − Misja
- Don Sharpe, Roy Charman, Graham V. Hartstone − Obcy – decydujące starcie
- Tony Lenny, Ray Beckett, Richard King − Pokój z widokiem

### Najlepszy montaż
- Jim Clark − Misja
- Susan E. Morse − Hannah i jej siostry
- Lesley Walker − Mona Lisa
- Humphrey Dixon − Pokój z widokiem

### Najlepsze efekty specjalne
- Robert Skotak, Brian Johnson, John Richardson, Stan Winston − Obcy – decydujące starcie
- Duncan Kenworthy, John Stephenson, Chris Carr − Dziecko z marzeń
- Roy Field, Brian Froud, George Gibbs, Tony Dunsterville − Labirynt
- Bran Ferren, Martin Gutteridge, Lyle Conway, Richard Conway − Misja

### Najlepsza muzyka
- Ennio Morricone − Misja
- John Barry − Pożegnanie z Afryką
- Herbie Hancock − Około północy
- Richard Robbins − Pokój z widokiem

### Najlepsza charakteryzacja
- Shohichiro Meda, Tameyuki Aimi, Chihako Naito, Noriko Takemizawa − Ran
- Jenny Shircore − Dziecko z marzeń
- Peter Robb-King − Obcy – decydujące starcie
- Peter Frampton − Sid i Nancy

### Najlepsza scenografia
- Gianni Quaranta i Brian Ackland-Snow − Pokój z widokiem
- Stuart Craig − Misja
- Peter Lamont − Obcy – decydujące starcie
- Yoshirō Muraki i Shinobu Muraki − Ran

## Podsumowanie
Laureaci

Nagroda / Nominacja

- 5 / 14 – Pokój z widokiem
- 3 / 7 – Pożegnanie z Afryką
- 3 / 11 – Misja
- 2 / 6 – Ran
- 2 / 8 – Hannah i jej siostry
- 1 / 4 – Obcy – decydujące starcie
- 1 / 6 – Mona Lisa

Przegrani

- 0 / 2 – Dziecko z marzeń
- 0 / 2 – Krokodyl Dundee